# Otakar IV. Štýrský
Otakar IV. Štýrský (19. srpna 1163 – 8. května 1192) byl v letech 1164 až 1180 markrabětem štýrským a po povýšení Štýrska na vévodství od roku 1180 do roku 1192 vévodou štýrským.

## Život
Narodil se v roce 1163 jako syn štýrského markraběte Otakara III. a jeho manželky Kunhuty z Vohburgu. Na konci roku 1164 se jeho otec vydal na pouť do Svaté země, ale už na cestě v uherské Pécsi 31. prosince1164 nečekaně zemřel. Po zemřelém markraběti zůstali dva potomci: starší, ale nelegitimní Leopold, který nemohl nastoupit na místo svého otce a stal se štýrským ministeriálem, a teprve roční Otakar IV., který se stal markrabětem. Ve vládě ho až do roku 1175, kdy pravděpodobně osobně převzal vládu, zastupovala regentská vláda v čele s jeho matkou Kunhutou. V letech 1175–1176 válčil s rakouským vévodou Jindřichem II. Roku 1180 dosáhl povýšení Štýrska na vévodství a stal se tak prvním štýrským vévodou.
Byl však nevyléčitelně nemocný (trpěl malomocenstvím) a proto nebyl také nikdy zasnouben a nemohl mít děti. V polovině 80. let 12. století došlo k rakousko-štýrskému sblížení, jehož výsledkem byly v roce 1186 Georgenberské úmluvy, které rakouskému vévodovi Leopoldovi V. zajišťovaly dědictví Štýrska po smrti bezdětného Otakara. Když 8. května 1192 Otakar IV. zemřel, jeho dědicem se stal Leopold V. Babenberský.
Poslední štýrský vévoda z rodu hrabat z Trangau byl pohřben společně se svými rodiči v kartuziánském klášteře Seiz v dnešním Slovinsku.